# Deanna Russo
Deanna Russo, född 17 oktober 1979 i New Jersey, USA. Deanna är en amerikansk skådespelare, mest känd för sin roll som Dr. Logan Armstrong i såpoperan The Young and the Restless. Hon spelar även rollen som Sarah Graiman i NBC-serien Knight Rider.